# Cephalius frontalis
Cephalius frontalis är en insektsart som beskrevs av Victor Antoine Signoret 1879. Cephalius frontalis ingår i släktet Cephalius och familjen dvärgstritar. Inga underarter finns listade i Catalogue of Life.